# 胡明垣
胡明垣（？—？），湖廣黃州府黃陂縣（今湖北省黃陂縣）人，清朝政治人物，同進士出身。

## 生平
明崇禎十五年（1642年）壬午科湖廣鄉試舉人，清順治六年（1649年）己丑科登三甲一八四名進士，授陝西西安府商州鎮安縣知縣。